# Heden och Lillby
Heden och Lillby är en av SCB avgränsad och namnsatt småort i Mora kommun, Dalarna. Den omfattar bebyggelse i de två sammanväxta byarna belägna i Våmhus socken norr om Mora.